# Чемпионат мира по настольному теннису среди команд 2014
Чемпионат мира по настольному теннису среди команд 2014 года проходил с 28 апреля по 5 мая 2014 года в Токио (Япония). В Японии чемпионат проходил в седьмой раз.

## Состав участников
Первый, чемпионский, дивизион состоял из 24 команд. К соревнованиям в этом дивизионе были допущены 18 лучших команд первого дивизиона и две лучшие команды второго дивизиона согласно результатам командного чемпионата мира 2012 года в Дортмунде. Остальные места были заполнены на основании командного мирового рейтинга ITTF.
| Китай · Германия · Япония · Республика Корея · Австрия · Швеция · Китайский Тайбэй · Сингапур · Гонконг | Беларусь · Португалия · Польша · КНДР · Россия · Греция · Сербия · Венгрия · Франция |

| Китай · Сингапур · Гонконг · Республика Корея · Япония · Нидерланды · Германия · Польша · КНДР | Австрия · Венгрия · Румыния · Беларусь · Китайский Тайбэй · Россия · Хорватия · Испания · Чехия |

Также в рамках чемпионата были проведены соревнования второго, третьего, четвёртого и пятого дивизионов.

## Медали

### Медалисты
| Дисциплина      | Золото                                                           | Серебро                                                                                    | Бронза                                                                               |
| --------------- | ---------------------------------------------------------------- | ------------------------------------------------------------------------------------------ | ------------------------------------------------------------------------------------ |
| Мужская команда | Китай · Фань Чжэньдун · Ма Лун · Ван Хао · Сюй Синь · Чжан Цзикэ | Германия · Тимо Болль · Патрик Баум · Патрик Франциска · Штеффен Менгель · Дмитрий Овчаров | Китайский Тайбэй Чжуан Чжиюань Чэнь Цзяньань Цзян Хунцзе Хуан Шэншэн У Чжици         |
| Мужская команда | Китай · Фань Чжэньдун · Ма Лун · Ван Хао · Сюй Синь · Чжан Цзикэ | Германия · Тимо Болль · Патрик Баум · Патрик Франциска · Штеффен Менгель · Дмитрий Овчаров | Япония · Сэйя Кисикава · Кэнта Мацудайра · Дзюн Мидзутани · Коки Нива · Масато Сионо |
| Женская команда | Китай · Чэнь Мэн · Дин Нин · Ли Сяося · Лю Шивэнь · Чжу Юйлин    | Япония · Саяка Хирано · Юка Исигаки · Касуми Исикава · Сакура Мори · Саки Тасиро           | Гонконг · Ли Хаоцин · Цзян Хуацзюнь · Ду Хойкем · У Инлань · Те Яна                  |
| Женская команда | Китай · Чэнь Мэн · Дин Нин · Ли Сяося · Лю Шивэнь · Чжу Юйлин    | Япония · Саяка Хирано · Юка Исигаки · Касуми Исикава · Сакура Мори · Саки Тасиро           | Сингапур · Фэн Тяньвэй · Ли Сыюнь · Юй Хэнхуэй · Юй Мэнъюй                           |

### Медальный зачёт
| Место | Страна           | Золото | Серебро | Бронза | Всего |
| ----- | ---------------- | ------ | ------- | ------ | ----- |
| 1     | Китай            | 2      | 0       | 0      | 2     |
| 2     | Япония           | 0      | 1       | 1      | 2     |
| 3     | Германия         | 0      | 1       | 0      | 1     |
| 4     | Китайский Тайбэй | 0      | 0       | 1      | 1     |
| 4     | Гонконг          | 0      | 0       | 1      | 1     |
| 4     | Сингапур         | 0      | 0       | 1      | 1     |
| Всего | Всего            | 2      | 2       | 4      | 8     |

## Мужской турнир чемпионского дивизиона

### Предварительный раунд
Команды, занявшие первые три места в каждой группе по результатам предварительного раунда, играли за распределение мест с 1 по 12 в плей-оффе. В предварительном раунде за победу давали 2 балла, за проигрыш — 1.

#### Группа A
| Место | Команда  | Игр | Побед | Проигрышей | Баллов |
| ----- | -------- | --- | ----- | ---------- | ------ |
| 1     | Китай    | 5   | 5     | 0          | 10     |
| 2     | Австрия  | 5   | 4     | 1          | 9      |
| 3     | Польша   | 5   | 3     | 2          | 8      |
| 4     | Россия   | 5   | 1     | 4          | 6      |
| 5     | Бразилия | 5   | 1     | 4          | 6      |
| 6     | Сербия   | 5   | 1     | 4          | 6      |

#### Группа B
| Место | Команда  | Игр | Побед | Проигрышей | Баллов |
| ----- | -------- | --- | ----- | ---------- | ------ |
| 1     | Германия | 5   | 5     | 0          | 10     |
| 2     | Хорватия | 5   | 3     | 2          | 8      |
| 3     | Сингапур | 5   | 3     | 2          | 8      |
| 4     | Гонконг  | 5   | 2     | 3          | 7      |
| 5     | Дания    | 5   | 1     | 4          | 6      |
| 6     | Украина  | 5   | 1     | 4          | 6      |

#### Группа C
| Место | Команда    | Игр | Побед | Проигрышей | Баллов |
| ----- | ---------- | --- | ----- | ---------- | ------ |
| 1     | Япония     | 5   | 4     | 1          | 9      |
| 2     | Португалия | 5   | 3     | 2          | 8      |
| 3     | Греция     | 5   | 3     | 2          | 8      |
| 4     | Франция    | 5   | 2     | 3          | 7      |
| 5     | Румыния    | 5   | 2     | 3          | 7      |
| 6     | Венгрия    | 5   | 1     | 4          | 6      |

#### Группа D
| Место | Команда          | Игр | Побед | Проигрышей | Баллов |
| ----- | ---------------- | --- | ----- | ---------- | ------ |
| 1     | Республика Корея | 5   | 4     | 1          | 9      |
| 2     | Китайский Тайбэй | 5   | 4     | 1          | 9      |
| 3     | Швеция           | 5   | 3     | 2          | 8      |
| 4     | КНДР             | 5   | 3     | 2          | 8      |
| 5     | Беларусь         | 5   | 1     | 4          | 6      |
| 6     | Испания          | 5   | 0     | 5          | 5      |

## Женский турнир чемпионского дивизиона

### Предварительный раунд
Команды, занявшие первые три места в каждой группе по результатам предварительного раунда, будут в дальнейшем играть за распределение мест с 1 по 12 в плей-оффе.

#### Группа A
| Место | Команда  | Игр | Побед | Проигрышей | Баллов |
| ----- | -------- | --- | ----- | ---------- | ------ |
| 1     | Китай    | 5   | 5     | 0          | 10     |
| 2     | КНДР     | 5   | 4     | 1          | 9      |
| 3     | Румыния  | 5   | 3     | 2          | 8      |
| 4     | Австрия  | 5   | 2     | 3          | 7      |
| 5     | Польша   | 5   | 1     | 4          | 6      |
| 6     | Словакия | 5   | 0     | 5          | 5      |

#### Группа B
| Место | Команда          | Игр | Побед | Проигрышей | Баллов |
| ----- | ---------------- | --- | ----- | ---------- | ------ |
| 1     | Япония           | 5   | 5     | 0          | 10     |
| 2     | Китайский Тайбэй | 5   | 4     | 1          | 9      |
| 3     | Беларусь         | 5   | 3     | 2          | 8      |
| 4     | Венгрия          | 5   | 2     | 3          | 7      |
| 5     | США              | 5   | 1     | 4          | 6      |
| 6     | Австралия        | 5   | 0     | 5          | 5      |

#### Группа C
| Место | Команда          | Игр | Побед | Проигрышей | Баллов |
| ----- | ---------------- | --- | ----- | ---------- | ------ |
| 1     | Сингапур         | 5   | 5     | 0          | 10     |
| 2     | Республика Корея | 5   | 4     | 1          | 9      |
| 3     | Нидерланды       | 5   | 2     | 3          | 7      |
| 4     | Люксембург       | 5   | 2     | 3          | 7      |
| 5     | Россия           | 5   | 1     | 4          | 6      |
| 6     | Франция          | 5   | 1     | 4          | 6      |

#### Группа D
| Место | Команда  | Игр | Побед | Проигрышей | Баллов |
| ----- | -------- | --- | ----- | ---------- | ------ |
| 1     | Гонконг  | 5   | 5     | 0          | 10     |
| 2     | Германия | 5   | 4     | 1          | 9      |
| 3     | Украина  | 5   | 3     | 2          | 8      |
| 4     | Чехия    | 5   | 2     | 3          | 7      |
| 5     | Хорватия | 5   | 1     | 4          | 6      |
| 6     | Сербия   | 5   | 0     | 5          | 5      |

### Плей-офф

#### Места 1-12
1/8 финала
 Китай — автоматически проходит в 1/4 финала, как победитель Группы A
 Япония — автоматически проходит в 1/4 финала, как победитель Группы B
 Сингапур — автоматически проходит в 1/4 финала, как победитель Группы C
 Гонконг — автоматически проходит в 1/4 финала, как победитель Группы D
| Украина | 0:3 | КНДР |
| ------- | --- | ---- |
|         |     |      |

## Результаты второго-пятого дивизионов

### Мужской турнир
Команды Италии и Англии по результатам соревнований второго дивизиона в 2016 году будут участвовать в первом дивизионе.

### Женский турнир
Команды Бразилии и Швеции по результатам соревнований второго дивизиона в 2016 году будут участвовать в первом дивизионе.